# Bj-KBL チャンピオンシップゲームズ
bj-KBL チャンピオンシップゲームズ（bj-KBL Championship Games）とは、日本のbjリーグと韓国のKBL双方の王者同士が対戦する、プロバスケットボールの日韓王者決定戦である。

## 概略
bjリーグが2005年に発足されたのを受けて、2006年9月に第1回を開催する。
過去2回の4試合すべてホームのチームが勝利していたが、2008年のジャパンゲームでは初めてアウェーチームが勝利を飾った。
将来的には中国CBAを加えた3ヶ国による対抗戦を行う構想もあった。
2012年を最後に開催は途絶えたが、2016年にbjリーグがNBLとの統合でBリーグが発足されたことに伴い、B.LEAGUEオールスターウィークエンドのプログラムとしてBリーグとKBLの王者が対戦する「EAST ASIA CLUB CHAMPIONSHIP」が開催されることになった。

## 大会方式
- ホーム・アンド・アウェー方式（2010年・2011年は2試合とも日本開催）
- 1勝1敗の場合は得失点差により勝者を決定
- 得失点差も一緒だった場合には決定戦は行なわずに両者勝者とする

## ルール
- 10分4クォーター制・延長戦5分
- タイムアウト
  - 20秒タイムアウトはゲームを通じて2回
  - 90秒タイムアウトは前半2回、後半3回
- 外国人選手オンザコート3
- 制限区域は開催国ルールに従う
- ノンチャージング・エリアはなし
- 審判3人制（HOME2人、AWAY1人）
- その他はFIBAルールに準ずる

## 大会結果

### 第1回大会(2006年)
|       | 開催国 | 日時    | 会場                     | bjリーグ優勝   | 結果    | KBL優勝              | MVP |
| ----- | ------ | ------- | ------------------------ | -------------- | ------- | -------------------- | --- |
| 第1戦 | 日本   | 9月25日 | 大阪市中央体育館         | 大阪エヴェッサ | 87 - 80 | ソウル三星サンダース |     |
| 第2戦 | 韓国   | 9月27日 | ソウル特別市・蚕室体育館 | 大阪エヴェッサ | 78 - 85 | ソウル三星サンダース |     |

1勝1敗かつ得失点差も同じであるため両者優勝となった。

### 第2回大会(2007年)
|       | 開催国 | 日時    | 会場                     | bjリーグ優勝   | 結果    | KBL優勝              | MVP      |
| ----- | ------ | ------- | ------------------------ | -------------- | ------- | -------------------- | -------- |
| 第1戦 | 日本   | 9月23日 | 尼崎市記念公園総合体育館 | 大阪エヴェッサ | 84 - 77 | 蔚山モービスフィバス | 仲村直人 |
| 第2戦 | 韓国   | 9月30日 | 蔚山広域市・東川体育館   | 大阪エヴェッサ | 79 - 90 | 蔚山モービスフィバス | 梁東根   |

1勝1敗のため得失点差により蔚山モービスフィバス優勝。

### 第3回大会(2008年)
|       | 開催国 | 日時    | 会場               | bjリーグ優勝   | 結果    | KBL優勝        | MVP |
| ----- | ------ | ------- | ------------------ | -------------- | ------- | -------------- | --- |
| 第1戦 | 日本   | 9月19日 | 大阪市中央体育館   | 大阪エヴェッサ | 71 - 85 | 原州東部プロミ |     |
| 第2戦 | 韓国   | 9月28日 | 原州市・雉岳体育館 | 大阪エヴェッサ | 75 - 92 | 原州東部プロミ |     |

### 第4回大会(2009年)
|       | 開催国 | 日時    | 会場                       | bjリーグ優勝           | 結果    | KBL優勝         | MVP                |
| ----- | ------ | ------- | -------------------------- | ---------------------- | ------- | --------------- | ------------------ |
| 第1戦 | 日本   | 9月20日 | 沖縄コンベンションセンター | 琉球ゴールデンキングス | 73 - 69 | 全州KCCイージス |                    |
| 第2戦 | 韓国   | 9月27日 | 全州市・室内体育館         | 琉球ゴールデンキングス | 82 - 93 | 全州KCCイージス | カン・ピョンヒョン |

1勝1敗のため得失点差により全州KCCイージス優勝。

### 第5回大会(2010年)
|       | 開催国 | 日時    | 会場             | bjリーグ優勝             | 結果    | KBL優勝              | MVP      |
| ----- | ------ | ------- | ---------------- | ------------------------ | ------- | -------------------- | -------- |
| 第1戦 | 日本   | 9月23日 | 豊橋市総合体育館 | 浜松・東三河フェニックス | 80 - 66 | 蔚山モービスフィバス |          |
| 第2戦 | 日本   | 9月25日 | 浜松アリーナ     | 浜松・東三河フェニックス | 69 - 79 | 蔚山モービスフィバス | 太田敦也 |

1勝1敗のため得失点差により浜松・東三河フェニックス優勝。

### 第6回大会(2011年)
|       | 開催国 | 日時    | 会場                               | bjリーグ優勝             | 結果    | KBL優勝         | MVP                |
| ----- | ------ | ------- | ---------------------------------- | ------------------------ | ------- | --------------- | ------------------ |
| 第1戦 | 日本   | 9月29日 | 静岡県コンベンションアーツセンター | 浜松・東三河フェニックス | 65 - 75 | 全州KCCイージス |                    |
| 第2戦 | 日本   | 10月2日 | 渋川市・子持社会体育館             | 浜松・東三河フェニックス | 69 - 76 | 全州KCCイージス | デショーン・シムス |

### 第7回大会(2012年)
|       | 開催国 | 日時    | 会場                       | bjリーグ優勝           | 結果               | KBL優勝         | MVP |
| ----- | ------ | ------- | -------------------------- | ---------------------- | ------------------ | --------------- | --- |
| 第1戦 | 日本   | 9月29日 | 沖縄コンベンションセンター | 琉球ゴールデンキングス | 台風接近により中止 | 安養KGC人参公社 |     |
| 第2戦 | 日本   | 10月1日 | 沖縄コンベンションセンター | 琉球ゴールデンキングス | 63 - 72            | 安養KGC人参公社 |     |

## 協賛（日本開催）
2006年
- 特別協賛：全日本空輸
- 協賛：ジー・カルチャークリエイター（「チャオチャオ・韓のおしりサポーティングゲーム」として）

2007年
- 特別協賛：マトリックス

2008・2009年
- 特別協賛：BSフジ

2010年
- 特別協賛：マルコメ
- 協賛：ダイナム

## 放送等について
- 2006年はインターネット放送「bjtv」で生中継。10月にGAORAで録画中継された。
- 2008年は特別協賛であるBSフジでの中継が決定した。日本開催では関西テレビでも中継される。韓国においてもSBSで中継。
- 2009年もBSフジで放送。